# Varages
Varages is een gemeente in het Franse departement Var (regio Provence-Alpes-Côte d'Azur) en telt 880 inwoners (1999). De plaats maakt deel uit van het arrondissement Brignoles.

## Geografie
De oppervlakte van Varages bedraagt 34,7 km², de bevolkingsdichtheid is 25,4 inwoners per km².
De onderstaande kaart toont de ligging van Varages met de belangrijkste infrastructuur en aangrenzende gemeenten.

## Demografie
Onderstaande figuur toont het verloop van het inwonertal (bron: INSEE-tellingen).